# Condado de Walworth (Dakota del Sur)
El condado de Walworth (en inglés: Walworth County, South Dakota), fundado en 1873,  es uno de los 66 condados en el estado estadounidense de Dakota del Sur. En el 2000 el condado tenía una población de 5974 habitantes en una densidad poblacional de 3 personas por km². La sede del condado es Selby.

## Geografía
Según la Oficina del Censo, el condado tiene un área total de 1928 km² (744,4 mi²), de la cual 1833 km² (707,7 mi²) es tierra y 94 km² (36,3 mi²) es agua.

### Condados adyacentes
- Condado de Campbell - norte
- Condado de Edmunds - este
- Condado de Potter - sur
- Condado de Dewey - suroeste
- Condado de Corson - noroeste

## Demografía
En el 2000 la renta per cápita promedia del condado era de $27 834, y el ingreso promedio para una familia era de $33 654. El ingreso per cápita para el condado era de $15 492. En 2000 los hombres tenían un ingreso per cápita de $23 284 versus $17 902 para las mujeres. Alrededor del 18.20% de la población estaba bajo el umbral de pobreza nacional.
| 1900 | 1910 | 1920 | 1930 | 1940 | 1950 | 1960 | 1970 | 1980 | 1990 | 2000 | Est. 2008 |
| ---- | ---- | ---- | ---- | ---- | ---- | ---- | ---- | ---- | ---- | ---- | --------- |
| 3839 | 6488 | 8447 | 8791 | 7274 | 7648 | 8097 | 7842 | 7011 | 6087 | 5974 | 5238      |

## Localidades
- Akaska
- Glenham
- Java
- Lowry
- Mobridge
- Selby
- Sitka
- East Walworth
- West Walworth

## Mayores autopistas
| - Carretera de U.S. 12 - Carretera de U.S.83 - Carretera Dakota del Sur 20 - Carretera Dakota del Sur 47 | - Carretera Dakota del Sur 130 - Carretera Dakota del Sur 144 - Carretera Dakota del Sur 271 - Carretera Dakota del Sur 1804 |